# Histoire générale de Languedoc
Pour les articles homonymes, voir HGL.
L'Histoire générale de Languedoc (en abrégé HGL) est un ouvrage sur l'histoire de la province de Languedoc, rédigé et publié durant la première moitié du XVIIIe siècle par les pères bénédictins dom Claude Devic et dom Joseph Vaissète. Il est ensuite complété une première fois par Alexandre Du Mège au milieu du XIXe siècle. Enfin il est entièrement refondu et publié par une équipe de savants pour la librairie Privat à la fin du XIXe siècle, plusieurs fois réimprimé.
Bien qu'elle soit dépassée sur de nombreux aspects, l'HGL demeure précieuse pour le corpus de textes qu'elle reproduit, certains ayant été perdus dans la tourmente révolutionnaire, mais aussi rétrospectivement pour les innovations qu'elle apporta à l'analyse historique.

## Historique
L'origine de l'Histoire générale de Languedoc est la proposition de l'archevêque de Narbonne, Charles Le Goux de La Berchère, président-né des États de Languedoc à cette assemblée, le 24 janvier 1708, de parrainer une histoire complète de la province. C'est vers les savants bénédictins de l'abbaye de Saint-Germain-des-Prés que l'on se tourna, et après un premier choix malheureux, dom Claude Devic et dom Joseph Vaissète furent chargés en 1715 de mener les recherches dans les dépôts provinciaux, les archives étant alors dispersées en Languedoc entre les bibliothèques publiques, les forteresses royales, les églises, les abbayes, les collections privées, mais aussi à Paris, au Trésor des Chartes, dans les grands corps de l'État, la bibliothèque de Colbert, etc. Fruit de ces investigations, 131 volumes de documents se trouvent aujourd'hui au Cabinet des Manuscrits de la Bibliothèque nationale de France.

## L'édition originale
Sur cette base, ils publient de 1730 à 1745 chez l'imprimeur parisien Jacques Vincent cinq volumes, comprenant trois parties chacun : un récit historique, suivi de notes savantes, puis des pièces justificatives (les « preuves »), qui couvrent une période s'étendant des « origines », en s'appuyant sur les auteurs antiques, jusqu'à 1643, date de la mort de Louis XIII.
L'Histoire illustre très bien le sérieux de la méthode des deux mauristes, à la suite des travaux de Jean Mabillon et de Bernard de Montfaucon.

## Présentation au roi
Un historien du XIXe siècle nous rapporte la scène : 

« Au mois d’août 1730, plusieurs députés des États de Languedoc étaient réunis au palais de Versailles, attendant une audience solennelle du roi, arrivé, la veille, de Compiègne. Ils allaient présenter, avec le cérémonial accoutumé, le cahier des hommages et doléances de la province ; mais une particularité devait modifier l’uniformité habituelle de la cérémonie : c’était la présentation à Sa Majesté d’un volume in-folio, déposé sur les degrés du trône et dont la splendide reliure, voilée de fines dentelles qui amortissaient l’éclat des dorures attirait tous les regards. La splendeur de ce livre, la pompe extraordinaire de la députation chargée de l’offrir au roi, au nom des États, répondaient à l’importance du travail historique et littéraire qu’il renfermait, et au talent des auteurs : c’était le premier volume de l’Histoire générale de Languedoc dont le principal auteur était un religieux de la congrégation de Saint-Maur, Dom Vaissète. »

## L'édition d'Alexandre Du Mège
Alexandre Du Mège, inspecteur des Antiquités de Toulouse, et l'éditeur toulousain Jean-Baptiste Paya rééditèrent l'Histoire générale de Languedoc de 1840 à 1846 en la poursuivant jusqu'en 1830. Cette édition est généralement considérée comme peu fiable et souvent fautive.

## L'édition Privat
Édouard Privat, libraire toulousain fondateur des éditions Privat qui succédèrent aux éditions Paya, rassembla au début de la IIIe République une équipe de savants à qui il commanda une nouvelle édition de l'Histoire générale de Languedoc, publiée de 1872 à 1905. Sans modifier la structure de l'édition originale, ces historiens l'amplifient en ajoutant des notes, de nombreux documents, une continuation de 1643 à 1790 ainsi qu'un volume consacré à l'histoire graphique (tome XVI). Le nombre de tomes est porté de cinq à seize. On signalera particulièrement les apports d'Edward Barry, d'Eugène et François Germer-Durand et d'Albert Lebègue pour les inscriptions antiques (tome XV), d'Auguste Molinier pour le Moyen Âge et le début de l'époque moderne et de Joseph Roman pour la période qui va du début du règne d'Henri II à la fin de celui de Louis XIII. Ernest Roschach a rédigé seul les tomes 13 et 14 couvrant la période allant de Louis XIII à la Révolution française.
Si la qualité et le sérieux des recherches sont indéniables, cette réédition reste marquée par son époque, faisant la part belle aux événements politiques, militaires ou religieux plus qu'à l'histoire sociale, économique ou culturelle ; absente cependant des travaux des bénédictins transparaît la croyance en un double progrès historique, celui de la connaissance et celui de la civilisation.
L'édition Privat constitue au début du XXIe siècle l'édition de référence de l'Histoire générale de Languedoc. Elle a été réimprimée pour la dernière fois par la Bibliothèque des Introuvables en 2003.

### Sources
- Jouanna (Arlette), « Introduction  », Histoire générale de Languedoc, Toulouse et Paris, Privat et Claude Tchou, Bibliothèque des Introuvables de l'Histoire générale de Languedoc, 1870-1905 (réimpr. 2003-2006), p. XIII-XXIV.